# Villa Sormani
(Don Antonio de Petri, Cronaca, manoscritto conservato presso l'archivio parrocchiale della chiesa di San Bartolomeo, p. 135.)
La villa Sormani (già Bolagnos e poi Andreani) si trova nella frazione di Moncucco del comune di Brugherio. Chiaro esempio di barocchetto milanese, la Villa Sormani è anche il luogo ove Paolo Andreani effettuò, nel 1784, il primo volo in mongolfiera sul suolo italiano.

## Storia

### Dai Silva agli Andreani (1700 ca - 1830)
Delle prime testimonianze sicure dell'esistenza di una villa di campagna sono presenti già all'inizio del XVIII secolo e, grazie alla Cronaca del parroco Don Antonio de Petri, si è in grado di ricostruire i numerosi passaggi di proprietà della villa. Il primo proprietario dei terreni e delle cascine annesse fu Giovanni Ambrogio Cotta, il quale la vendette poi a Giovan Pietro Giacomo Silva. Morto costui, il possedimento passò nelle mani del Marchese Giuseppe Ignazio Silva. Successivamente, nel 1733, il conte Carlo Bolagnos acquistò da lui la Villa, dandole l'aspetto attuale che possiamo tuttora ammirare (con tutta probabilità fu lui a dare l'incarico all'architetto Giovanni Ruggeri), e che fu immortalato da Marc'Antonio Dal Re nell'incisione del 1726 e appartenente al suo volume Ville di Delizia. Il conte Bolagnos morì nel 1767, e il suo erede Giuseppe Maria mantenne la proprietà della Villa di Moncucco fino al 1779, quando la cedette al diciannovenne Gian Mario Andreani (1760-1830), di cui ne fece la villa di svago per lui e il di lui sedicenne fratello Paolo. Il periodo in cui furono proprietari gli Andreani fu significativo per la risonanza che ebbe il luogo e per i lavori architettonici eseguiti: Gian Mario chiamò, poco dopo l'acquisto della villa, l'architetto piemontese Benedetto Alfieri, che costruì le due ali laterali fiancheggianti il corpo centrale. Celeberrima fu l'ascesa in mongolfiera che Paolo, il 13 marzo 1784, compì partendo dal parco (oggi scomparso) retrostante la Villa. Gli Andreani, inoltre, portarono nella loro villa di campagna una loro collezione di quadri, tra i quali ne figuravano due appartenenti al Canaletto.

### I Sormani (1830-1913)
Nel 1817 Gian Mario, privo di prole come il fratello, era ben conscio dell'estinzione del ramo milanese degli Andreani, per cui decise di trasferire tutta la loro eredità (e quindi anche la Villa di Moncucco) al cugino Giuseppe Sormani (1771-1840). Dopo la morte di Gian Mario nel 1830 (Paolo era già deceduto nel 1823), la proprietà passò dunque nelle mani di Giuseppe. Il figlio di Giuseppe, Alessandro Sormani (1815-1880), fu sindaco del Comune di Brugherio dal 1876 al 1878 e sposò Carolina Verri. Il loro figlio, Pietro Alessandro, aggiunse il cognome materno Verri, vendendo ai parenti materni la villa nel 1913.

### Il restauro degli anni '80/'90
In seguito, Villa Sormani andò in mano alla famiglia Stanzani, di cui rimasero i proprietari fino al 1987, quando la vendettero a vari proprietari, dividendola in lotti. Già due anni prima, iniziarono i progetti di restauro della Villa, affidati all'architetto Fiorenzo Ramponi, i quali si protrassero fino al 1994, anno in cui fu completato il restauro del Tempietto.

## Aspetti architettonici e artistici
Villa Sormani è uno dei migliori edifici della zona legati al barocchetto milanese, stile più aggraziato e classicheggiante nelle forme del barocco, senza però raggiungere ancora appieno la grazia armonica del neoclassicismo. Caratterizzata da una pianta ad U rivolta verso l'ingresso di via San Maurizio, l'abitato è costituito inoltre da due corpi laterali che affiancano uno centrale, il quale presenta un portico ad arcate a tutto sesto che dà spazio su un piccolo giardino. Questi, a sua volta, è separato dall'esterno da una cancellata, in parte realizzata da una famiglia dei fabbri del luogo, gli Arbizzoni. Scenica è la scalinata, protetta da una balaustra, che lo collega il corpo centrale. Il palazzo è diviso, esteriormente, in due aree determinate dalla presenza di un marcapiano: il corpo centrale, dopo il portico, è caratterizzato da un'ampia loggia che presenta, ai lati, due scale conducenti ai piani superiori dei corpi laterali; l'area superiore è invece perlopiù anonima, caratterizzata dalla presenza a teoria di varie finestre. In seguito al boom edilizio degli anni '50/'60, lo spazio originario intorno a cui sorgeva Villa Sormani, caratterizzato da vaste aree agresti che ne rendevano lo spettacolo ameno, fu completamente stravolto. Dalle incisioni del Dal Re, infatti, la Villa era completamente immersa in un vastissimo parco retrostante, percorso da un lungo viale in direzione di Monza.

## Tempietto di San Lucio
Di fianco alla villa, all'esterno, si trova la chiesa di San Lucio, in origine cappella del convento di San Francesco a Lugano. Acquistata dal conte Gian Mario Andreani, la cappella fu smontata e trasportata a Moncucco, via terra e fluviale, dove venne rimontata sotto l'attenta guida dell'architetto Giocondo Albertolli (tra il 1815/17 e il 1832).